# مونتيروسو ألمو
مونتيروسو ألمو (بالإيطالية: Monterosso Almo)‏ هي بلدية في مقاطعة راغوزا في صقلية الإيطالية.

## السكان
في سنة 1861 بلغ عدد السكان 5٬001 نسمة، وتطور العدد ليصل في سنة 2011 لـ 3٬183 نسمة.
يظهر هذا المخطط البياني تطور النمو السكاني لـ مونتيروسو ألمو